# 博羅莫迪貝內
博羅莫迪貝內（英語：Boro Modi Bane）是西非國家甘比亞的城鎮，位於上河區武里縣。根據2009年所做的人口調查數據顯示，居住於博羅莫迪貝內的總人口數量為231人。